# Academy of Television Arts & Sciences
Academy of Television Arts & Sciences (Academia de Arte și Științe a Televiziunii), cunoscută și sub numele de Television Academy (Academia de Televiziune), este o organizație profesională onorifică dedicată progresului industriei televiziunii din Statele Unite ale Americii. Este o organizație non-profit 501(c)(6) fondată în 1946.  Academia prezintă Premiile Emmy, o ceremonie anuală care onorează realizările de primă audiență în televiziunea din Statele Unite ale Americii.